# Elektrická jednotka 470
Elektrické jednotky 470 byly prototypy jednotek pro příměstskou dopravu používané Českými drahami. Jednotky se skládaly ze dvou hnacích, částečně nízkopodlažních vozů řady 470 a tří vložených patrových vozů řady 070. Jednotky byly v provozu nahrazeny modernější a spolehlivější[zdroj?] řadou 471.
Řada 470 se začala vyvíjet po dlouhé odmlce po řadě 460, protože tyto jednotky nebyly stejně jako řada 560 již dostačující i pro svou jednopodlažní konstrukci. Vývoj nové jednotky byl velmi potřebný a byl zařazen i mezi státní úkoly technického rozvoje. Dva prototypy patrové elektrické jednotky 470 vyrobila Vagónka Studénka v roce 1991. Jejich původní označení mělo být EM 496.0 nebo EM 499.0, ani jedno nebylo však použito protože při jejich výrobě došlo ke změně systému značení. 
Vozová skříň byla u motorových vozů z hmotnostních důvodů jednopodlažní. Mezi dvěma nástupními prostory se nacházel velkoprostorový oddíl pro cestující (64 míst k sezení). Vložené vozy řady 070 měly rovněž dva nástupní prostory, mezi nimiž byly nad sebou dva velkoprostorové oddíly pro cestující a dva menší oddíly nad podvozky. WC byla vždy v nástupních prostorech.
Každý z čelních motorových vozů měl výkon 1 104 kW a provozní hmotnost byla 62 t. Pětivozová jednotka měla délku kolem 130 metrů a hmotnost při plném obsazení 317 t. Nabízela 602 míst k sezení a 784 míst k stání. Maximální rychlost jednotky byla 120 km/h.

## Provoz jednotek

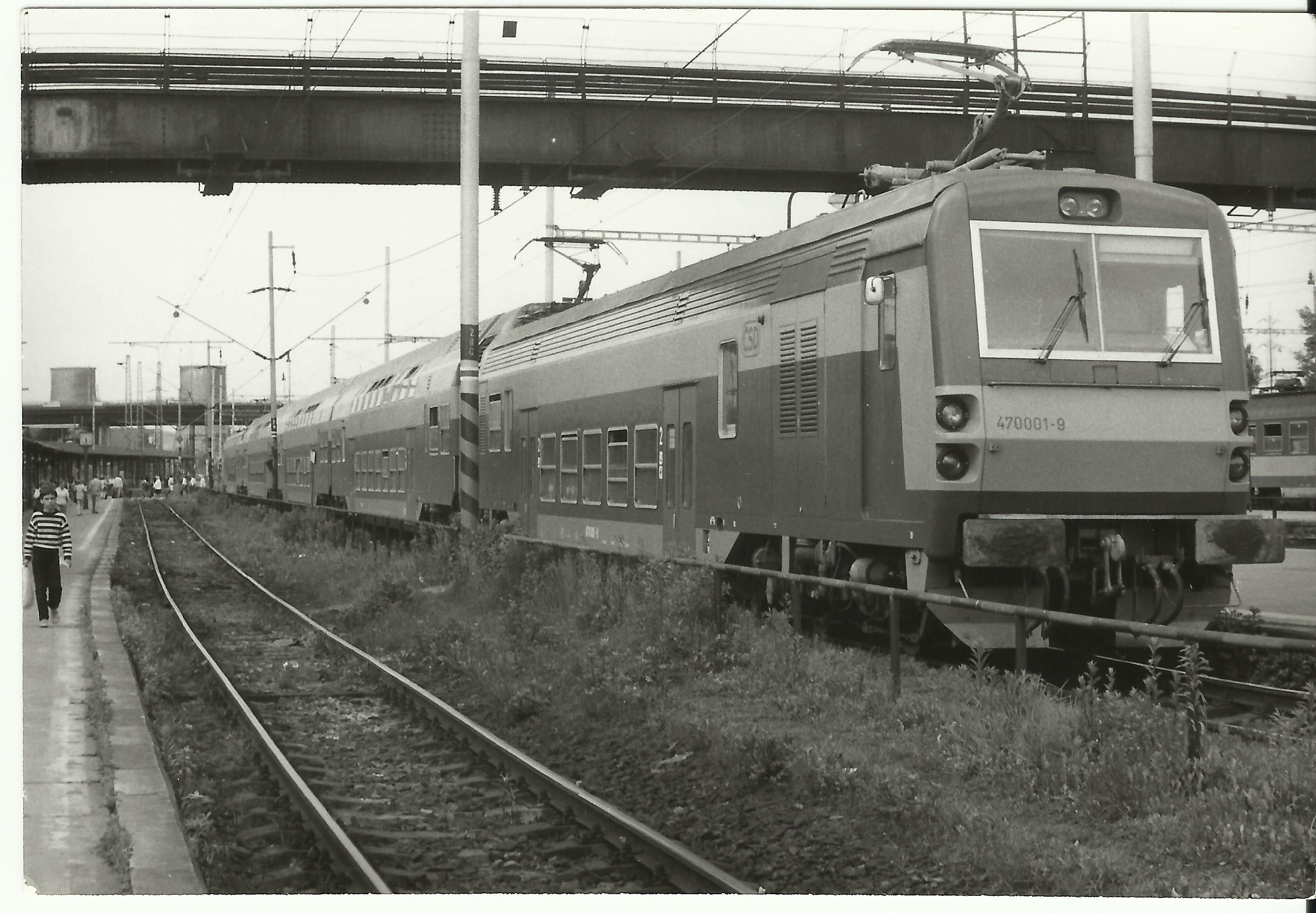
Jednotka 470.001 po předání do zkušebního provozu v roce 1991

K sériové výrobě této jednotky však nikdy nedošlo. Oba prototypy byly uvedeny do zkušebního provozu v roce 1991. Zelená jednotka 470.001-002 byla předána ČSD na podzim roku 1992, modrá 470.003-004 ČD v únoru 1993. Obě jednotky byly nasazeny do provozu na trati Praha - Kolín - Pardubice. Na modernizovaných úsecích se začaly projevovat špatné chodové vlastnosti nepříliš vhodně řešeného pojezdu elektrických vozů. Také nízký měrný výkon a nedostatečně výkonná kotoučová brzda vložených vozů přispěly k rozhodnutí přesunout jednotky na méně náročné výkony na trati Praha hl. n.- Beroun. K tomuto přesunutí došlo na přelomu srpna a září 2004 a ve skutečnosti se toho dočkala jen jedna jednotka, a sice 470.003-004 s šedomodrým nátěrem. Jednotka 470.001-002 s tmavě zeleným nátěrem se žlutým pruhem zaznamenala poslední výkon v kompletním složení dne 23. října 2001. Poslední výkon ryze zelené jednotky (zkrácené, bez vloženého vozu 070.001) bylo zaznamenáno dne  4.1.2003. Dne 7. února 2003 se jednalo pouze o současné nasazení elektrických vozů 470.001+002. Ovšem jako záskok za oba modrošedé hnací vozy 470.003+004. Pak ještě elektrické vozy ze zelené jednotky do provozu zasáhly, ale již ne současně: 470.002 od konce května do 23. srpna 2003, 470.001 od 25. srpna 2003 do 5.1.2004  . Poslední nasazení zeleného vloženého vozu je zaznamenáno v únoru 2005. Od 1. listopadu 2007 byla odstavena v depu kolejových vozidel v České Třebové. Jednotka 470.003-004 absolvovala svou poslední jízdu s cestujícími 29. září 2009. Dne 16. října 2009 se naposledy pohybovala vlastní silou po 201. koleji Odstavného nádraží jih, o tři dny později pak byla odvezena do deponie v České Třebové, kde obě dvě jednotky čekaly na svůj účetní odpis. Obě jednotky byly oficiálně zrušeny k roku 2012. Ke konci roku 2014 byly obě jednotky prodány a odvezeny likvidační společností AC Plus Ostrava-Heřmanice. Dne 29. 4. 2015 byly sešrotovány vozy 470.001, 470.002 a 470.003, vůz 470.004 byl sešrotován 7. května 2015. Byly zde určité snahy o zachování celých jednotek, nakonec byly zachovány jen 2 řídicí pulty a část elektroniky řízení, včetně AVV. Jednotky byly po většinu času provozu často vandalizovány a jejich údržba byla nedostatečná, což se podepisovalo na jejich technickém stavu a vzhledu.

## Nehody
Jednotky měly během svého provozu několik méně závažných nehod. Nejvážnější nehodou bylo 23. října 2001 kolem 14. hodiny zastavení jednotky o zarážedlo ve stanici Praha Masarykovo nádraží, při kterém byl poškozen elektrický vůz 470.002. Dále byl zaznamenán požár stanoviště strojvedoucího elektrického vozu 470.001 způsobený topným agregátem dne 26. července 2002 u Přelouče. V depu i na trati postihlo jednotky několik vykolejení. Jednalo se vždy o přepravu nebo posun bez funkčního vzduchového vypružení. V depu šlo zpravidla o vykolejení na zborcené koleji, u elektrického vozu je znám případ vykolejení v žst. Praha-Vršovice ve vzestupnici oblouku před vinohradským tunelem vlivem zatuhlého vedení dvojkolí, které znemožnilo funkci primárního vypružení.

## Interiér
Sedadla jsou v uspořádání 2 + 2. Potahy jsou prodyšné v kombinaci textil plastické kůže. Z důvodů údržby umožňuje konstrukce snadné vyjmutí čalouněné části sedáku a opěrky zad z nosné kostry. Sedadla z první jednotky byla použita do některých vozů Bdtn756, 757.

## Galerie

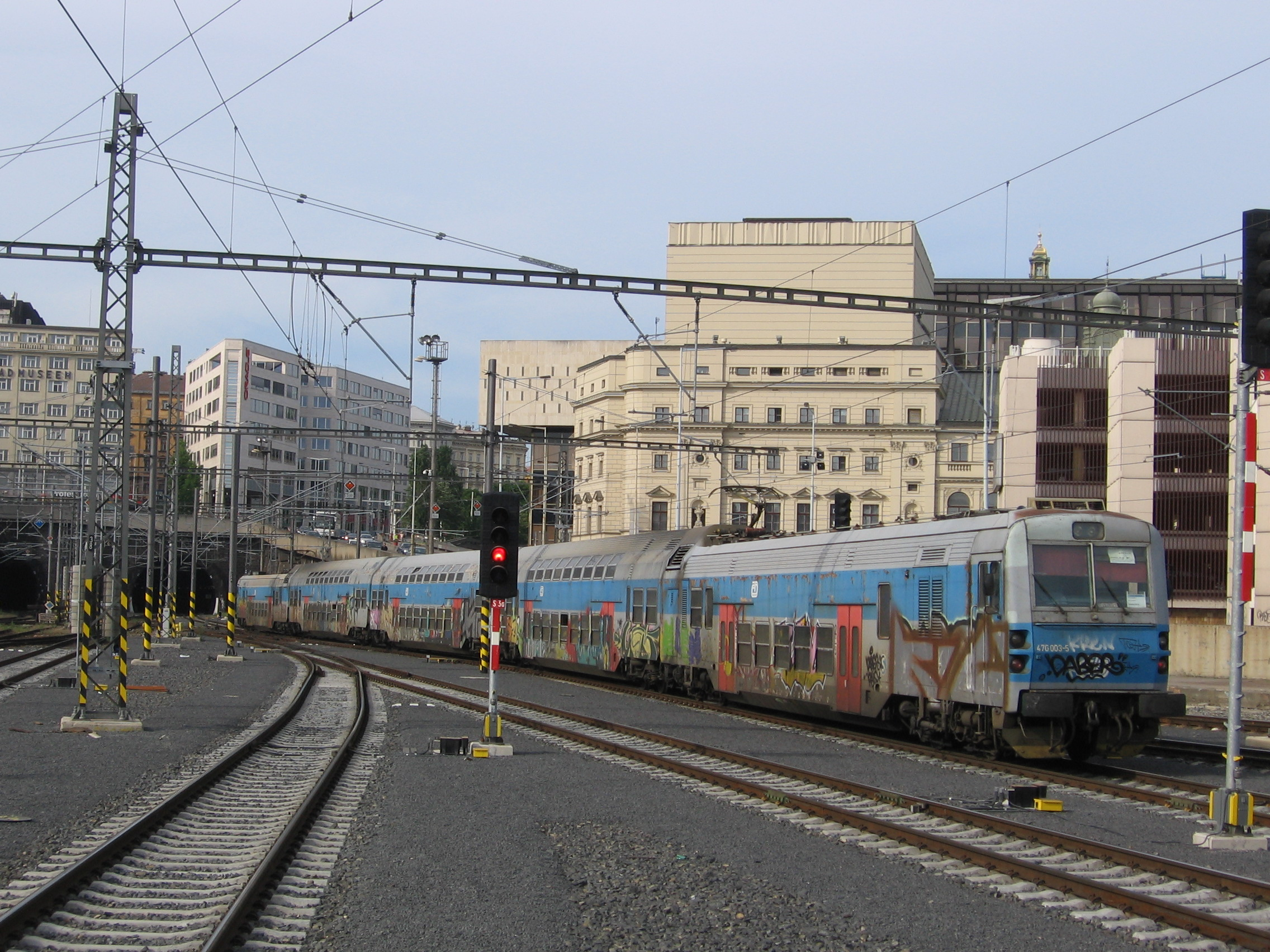
Jednotka v běžném provozu ve stanici Praha hlavní nádraží
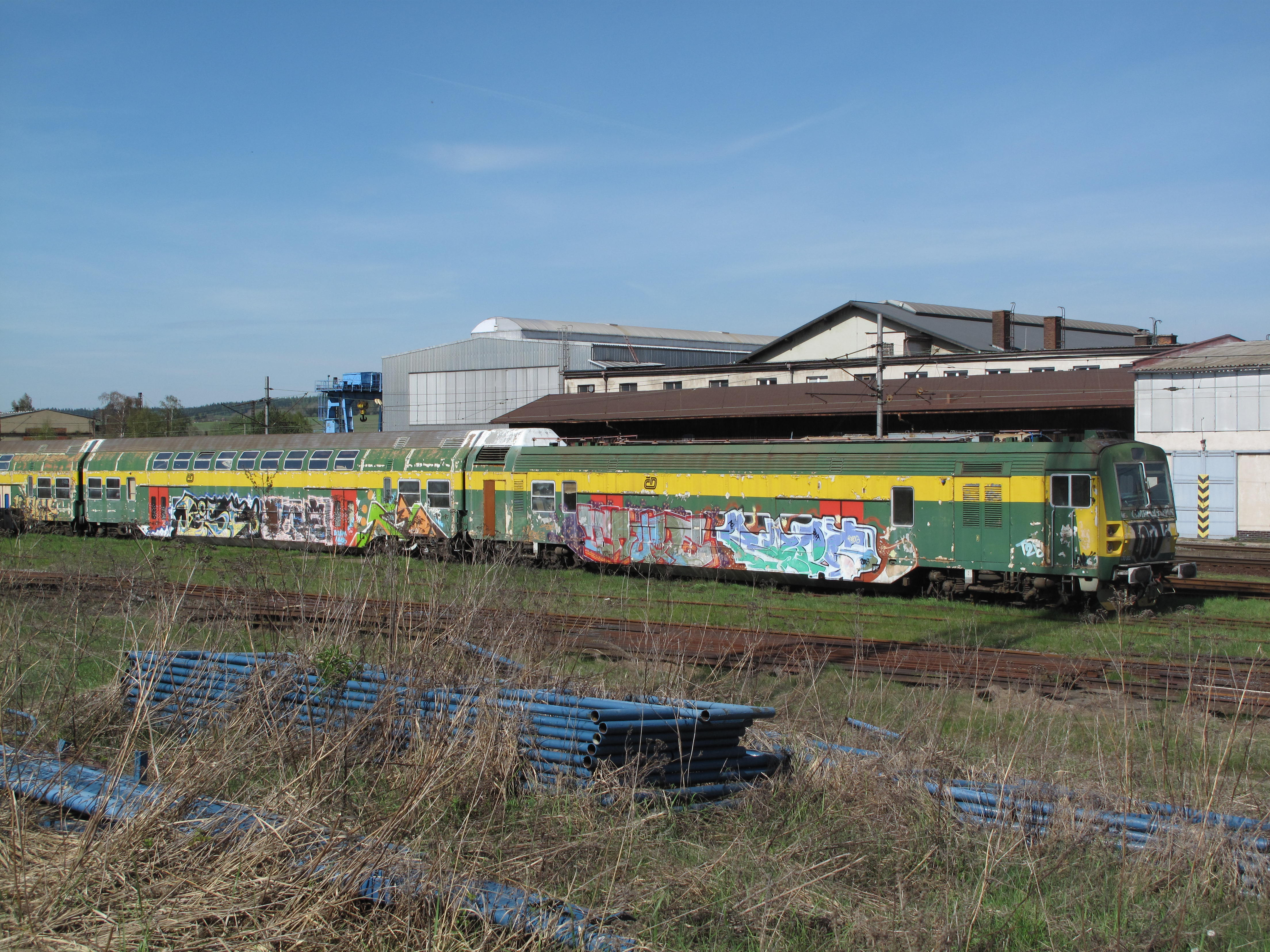
Definitivně odstavená zelená jednotka v České Třebové
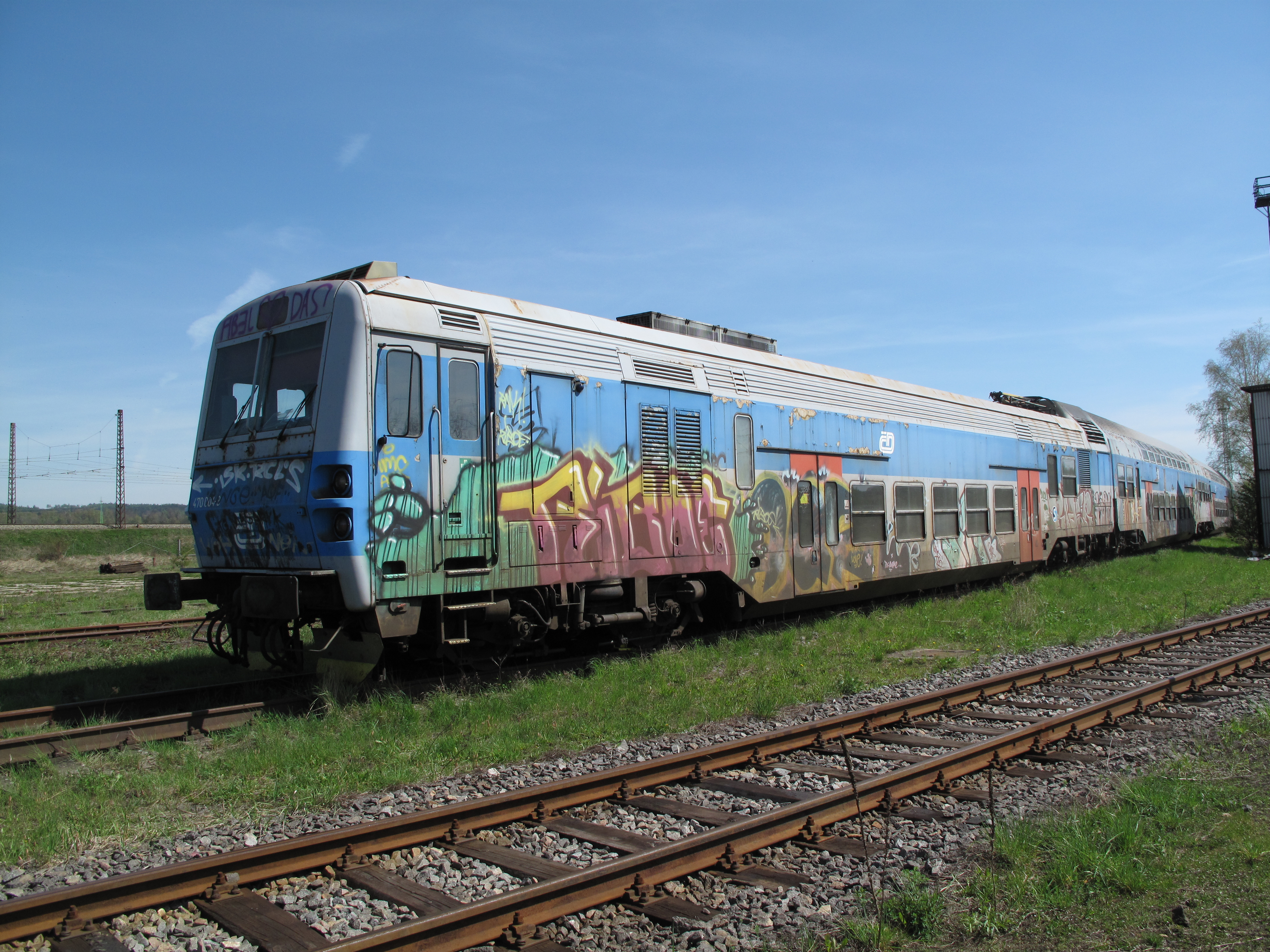
Definitivně odstavená modrá jednotka v České Třebové
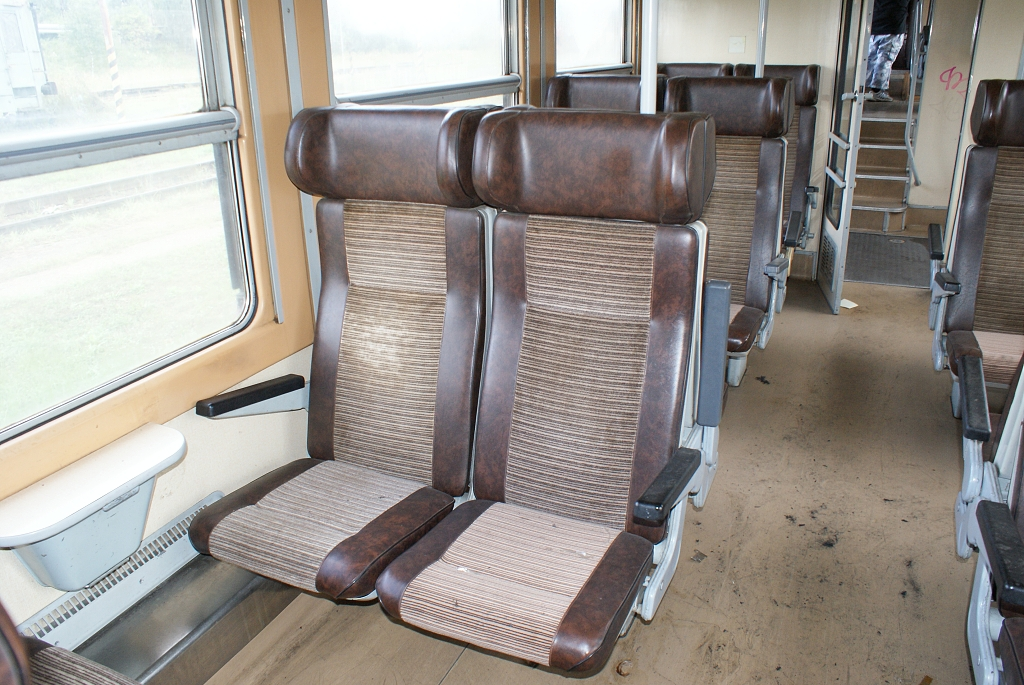
Interiér jednotky